# Об игре в шахматы
«Об игре в шахматы» (лат. De Ludo Schacorum) — книга итальянского монаха-математика Луки Бартоломео Пачоли из монастыря Гроба Господня на латинском языке. Трактат известен также под названием «Отгоняющий скуку» (итал. Schifanoia). Часть иллюстраций к трактату атрибутируются Леонардо да Винчи (1452—1519), ему же приписывается и часть представленных там шахматных задач.

## История создания и судьба трактата
|   | a | b | c | d | e | f | g | h |   |
| - | --- | --- | --- | --- | --- | --- | --- | --- | - |
| 8 | a8 чёрный король · d8 чёрная ладья · e8 чёрный конь · f8 чёрный слон · h7 чёрный слон · g6 белая ладья · h6 чёрная ладья · e5 чёрный ферзь · c4 белый король · e4 белый слон · h4 белый конь · g3 белая ладья · d2 чёрная пешка · f2 чёрная пешка · g2 белая пешка · h2 белый слон · b1 белый ферзь · d1 белый конь · g1 чёрный конь | a8 чёрный король · d8 чёрная ладья · e8 чёрный конь · f8 чёрный слон · h7 чёрный слон · g6 белая ладья · h6 чёрная ладья · e5 чёрный ферзь · c4 белый король · e4 белый слон · h4 белый конь · g3 белая ладья · d2 чёрная пешка · f2 чёрная пешка · g2 белая пешка · h2 белый слон · b1 белый ферзь · d1 белый конь · g1 чёрный конь | a8 чёрный король · d8 чёрная ладья · e8 чёрный конь · f8 чёрный слон · h7 чёрный слон · g6 белая ладья · h6 чёрная ладья · e5 чёрный ферзь · c4 белый король · e4 белый слон · h4 белый конь · g3 белая ладья · d2 чёрная пешка · f2 чёрная пешка · g2 белая пешка · h2 белый слон · b1 белый ферзь · d1 белый конь · g1 чёрный конь | a8 чёрный король · d8 чёрная ладья · e8 чёрный конь · f8 чёрный слон · h7 чёрный слон · g6 белая ладья · h6 чёрная ладья · e5 чёрный ферзь · c4 белый король · e4 белый слон · h4 белый конь · g3 белая ладья · d2 чёрная пешка · f2 чёрная пешка · g2 белая пешка · h2 белый слон · b1 белый ферзь · d1 белый конь · g1 чёрный конь | a8 чёрный король · d8 чёрная ладья · e8 чёрный конь · f8 чёрный слон · h7 чёрный слон · g6 белая ладья · h6 чёрная ладья · e5 чёрный ферзь · c4 белый король · e4 белый слон · h4 белый конь · g3 белая ладья · d2 чёрная пешка · f2 чёрная пешка · g2 белая пешка · h2 белый слон · b1 белый ферзь · d1 белый конь · g1 чёрный конь | a8 чёрный король · d8 чёрная ладья · e8 чёрный конь · f8 чёрный слон · h7 чёрный слон · g6 белая ладья · h6 чёрная ладья · e5 чёрный ферзь · c4 белый король · e4 белый слон · h4 белый конь · g3 белая ладья · d2 чёрная пешка · f2 чёрная пешка · g2 белая пешка · h2 белый слон · b1 белый ферзь · d1 белый конь · g1 чёрный конь | a8 чёрный король · d8 чёрная ладья · e8 чёрный конь · f8 чёрный слон · h7 чёрный слон · g6 белая ладья · h6 чёрная ладья · e5 чёрный ферзь · c4 белый король · e4 белый слон · h4 белый конь · g3 белая ладья · d2 чёрная пешка · f2 чёрная пешка · g2 белая пешка · h2 белый слон · b1 белый ферзь · d1 белый конь · g1 чёрный конь | a8 чёрный король · d8 чёрная ладья · e8 чёрный конь · f8 чёрный слон · h7 чёрный слон · g6 белая ладья · h6 чёрная ладья · e5 чёрный ферзь · c4 белый король · e4 белый слон · h4 белый конь · g3 белая ладья · d2 чёрная пешка · f2 чёрная пешка · g2 белая пешка · h2 белый слон · b1 белый ферзь · d1 белый конь · g1 чёрный конь | 8 |
| 7 | a8 чёрный король · d8 чёрная ладья · e8 чёрный конь · f8 чёрный слон · h7 чёрный слон · g6 белая ладья · h6 чёрная ладья · e5 чёрный ферзь · c4 белый король · e4 белый слон · h4 белый конь · g3 белая ладья · d2 чёрная пешка · f2 чёрная пешка · g2 белая пешка · h2 белый слон · b1 белый ферзь · d1 белый конь · g1 чёрный конь | a8 чёрный король · d8 чёрная ладья · e8 чёрный конь · f8 чёрный слон · h7 чёрный слон · g6 белая ладья · h6 чёрная ладья · e5 чёрный ферзь · c4 белый король · e4 белый слон · h4 белый конь · g3 белая ладья · d2 чёрная пешка · f2 чёрная пешка · g2 белая пешка · h2 белый слон · b1 белый ферзь · d1 белый конь · g1 чёрный конь | a8 чёрный король · d8 чёрная ладья · e8 чёрный конь · f8 чёрный слон · h7 чёрный слон · g6 белая ладья · h6 чёрная ладья · e5 чёрный ферзь · c4 белый король · e4 белый слон · h4 белый конь · g3 белая ладья · d2 чёрная пешка · f2 чёрная пешка · g2 белая пешка · h2 белый слон · b1 белый ферзь · d1 белый конь · g1 чёрный конь | a8 чёрный король · d8 чёрная ладья · e8 чёрный конь · f8 чёрный слон · h7 чёрный слон · g6 белая ладья · h6 чёрная ладья · e5 чёрный ферзь · c4 белый король · e4 белый слон · h4 белый конь · g3 белая ладья · d2 чёрная пешка · f2 чёрная пешка · g2 белая пешка · h2 белый слон · b1 белый ферзь · d1 белый конь · g1 чёрный конь | a8 чёрный король · d8 чёрная ладья · e8 чёрный конь · f8 чёрный слон · h7 чёрный слон · g6 белая ладья · h6 чёрная ладья · e5 чёрный ферзь · c4 белый король · e4 белый слон · h4 белый конь · g3 белая ладья · d2 чёрная пешка · f2 чёрная пешка · g2 белая пешка · h2 белый слон · b1 белый ферзь · d1 белый конь · g1 чёрный конь | a8 чёрный король · d8 чёрная ладья · e8 чёрный конь · f8 чёрный слон · h7 чёрный слон · g6 белая ладья · h6 чёрная ладья · e5 чёрный ферзь · c4 белый король · e4 белый слон · h4 белый конь · g3 белая ладья · d2 чёрная пешка · f2 чёрная пешка · g2 белая пешка · h2 белый слон · b1 белый ферзь · d1 белый конь · g1 чёрный конь | a8 чёрный король · d8 чёрная ладья · e8 чёрный конь · f8 чёрный слон · h7 чёрный слон · g6 белая ладья · h6 чёрная ладья · e5 чёрный ферзь · c4 белый король · e4 белый слон · h4 белый конь · g3 белая ладья · d2 чёрная пешка · f2 чёрная пешка · g2 белая пешка · h2 белый слон · b1 белый ферзь · d1 белый конь · g1 чёрный конь | a8 чёрный король · d8 чёрная ладья · e8 чёрный конь · f8 чёрный слон · h7 чёрный слон · g6 белая ладья · h6 чёрная ладья · e5 чёрный ферзь · c4 белый король · e4 белый слон · h4 белый конь · g3 белая ладья · d2 чёрная пешка · f2 чёрная пешка · g2 белая пешка · h2 белый слон · b1 белый ферзь · d1 белый конь · g1 чёрный конь | 7 |
| 6 | a8 чёрный король · d8 чёрная ладья · e8 чёрный конь · f8 чёрный слон · h7 чёрный слон · g6 белая ладья · h6 чёрная ладья · e5 чёрный ферзь · c4 белый король · e4 белый слон · h4 белый конь · g3 белая ладья · d2 чёрная пешка · f2 чёрная пешка · g2 белая пешка · h2 белый слон · b1 белый ферзь · d1 белый конь · g1 чёрный конь | a8 чёрный король · d8 чёрная ладья · e8 чёрный конь · f8 чёрный слон · h7 чёрный слон · g6 белая ладья · h6 чёрная ладья · e5 чёрный ферзь · c4 белый король · e4 белый слон · h4 белый конь · g3 белая ладья · d2 чёрная пешка · f2 чёрная пешка · g2 белая пешка · h2 белый слон · b1 белый ферзь · d1 белый конь · g1 чёрный конь | a8 чёрный король · d8 чёрная ладья · e8 чёрный конь · f8 чёрный слон · h7 чёрный слон · g6 белая ладья · h6 чёрная ладья · e5 чёрный ферзь · c4 белый король · e4 белый слон · h4 белый конь · g3 белая ладья · d2 чёрная пешка · f2 чёрная пешка · g2 белая пешка · h2 белый слон · b1 белый ферзь · d1 белый конь · g1 чёрный конь | a8 чёрный король · d8 чёрная ладья · e8 чёрный конь · f8 чёрный слон · h7 чёрный слон · g6 белая ладья · h6 чёрная ладья · e5 чёрный ферзь · c4 белый король · e4 белый слон · h4 белый конь · g3 белая ладья · d2 чёрная пешка · f2 чёрная пешка · g2 белая пешка · h2 белый слон · b1 белый ферзь · d1 белый конь · g1 чёрный конь | a8 чёрный король · d8 чёрная ладья · e8 чёрный конь · f8 чёрный слон · h7 чёрный слон · g6 белая ладья · h6 чёрная ладья · e5 чёрный ферзь · c4 белый король · e4 белый слон · h4 белый конь · g3 белая ладья · d2 чёрная пешка · f2 чёрная пешка · g2 белая пешка · h2 белый слон · b1 белый ферзь · d1 белый конь · g1 чёрный конь | a8 чёрный король · d8 чёрная ладья · e8 чёрный конь · f8 чёрный слон · h7 чёрный слон · g6 белая ладья · h6 чёрная ладья · e5 чёрный ферзь · c4 белый король · e4 белый слон · h4 белый конь · g3 белая ладья · d2 чёрная пешка · f2 чёрная пешка · g2 белая пешка · h2 белый слон · b1 белый ферзь · d1 белый конь · g1 чёрный конь | a8 чёрный король · d8 чёрная ладья · e8 чёрный конь · f8 чёрный слон · h7 чёрный слон · g6 белая ладья · h6 чёрная ладья · e5 чёрный ферзь · c4 белый король · e4 белый слон · h4 белый конь · g3 белая ладья · d2 чёрная пешка · f2 чёрная пешка · g2 белая пешка · h2 белый слон · b1 белый ферзь · d1 белый конь · g1 чёрный конь | a8 чёрный король · d8 чёрная ладья · e8 чёрный конь · f8 чёрный слон · h7 чёрный слон · g6 белая ладья · h6 чёрная ладья · e5 чёрный ферзь · c4 белый король · e4 белый слон · h4 белый конь · g3 белая ладья · d2 чёрная пешка · f2 чёрная пешка · g2 белая пешка · h2 белый слон · b1 белый ферзь · d1 белый конь · g1 чёрный конь | 6 |
| 5 | a8 чёрный король · d8 чёрная ладья · e8 чёрный конь · f8 чёрный слон · h7 чёрный слон · g6 белая ладья · h6 чёрная ладья · e5 чёрный ферзь · c4 белый король · e4 белый слон · h4 белый конь · g3 белая ладья · d2 чёрная пешка · f2 чёрная пешка · g2 белая пешка · h2 белый слон · b1 белый ферзь · d1 белый конь · g1 чёрный конь | a8 чёрный король · d8 чёрная ладья · e8 чёрный конь · f8 чёрный слон · h7 чёрный слон · g6 белая ладья · h6 чёрная ладья · e5 чёрный ферзь · c4 белый король · e4 белый слон · h4 белый конь · g3 белая ладья · d2 чёрная пешка · f2 чёрная пешка · g2 белая пешка · h2 белый слон · b1 белый ферзь · d1 белый конь · g1 чёрный конь | a8 чёрный король · d8 чёрная ладья · e8 чёрный конь · f8 чёрный слон · h7 чёрный слон · g6 белая ладья · h6 чёрная ладья · e5 чёрный ферзь · c4 белый король · e4 белый слон · h4 белый конь · g3 белая ладья · d2 чёрная пешка · f2 чёрная пешка · g2 белая пешка · h2 белый слон · b1 белый ферзь · d1 белый конь · g1 чёрный конь | a8 чёрный король · d8 чёрная ладья · e8 чёрный конь · f8 чёрный слон · h7 чёрный слон · g6 белая ладья · h6 чёрная ладья · e5 чёрный ферзь · c4 белый король · e4 белый слон · h4 белый конь · g3 белая ладья · d2 чёрная пешка · f2 чёрная пешка · g2 белая пешка · h2 белый слон · b1 белый ферзь · d1 белый конь · g1 чёрный конь | a8 чёрный король · d8 чёрная ладья · e8 чёрный конь · f8 чёрный слон · h7 чёрный слон · g6 белая ладья · h6 чёрная ладья · e5 чёрный ферзь · c4 белый король · e4 белый слон · h4 белый конь · g3 белая ладья · d2 чёрная пешка · f2 чёрная пешка · g2 белая пешка · h2 белый слон · b1 белый ферзь · d1 белый конь · g1 чёрный конь | a8 чёрный король · d8 чёрная ладья · e8 чёрный конь · f8 чёрный слон · h7 чёрный слон · g6 белая ладья · h6 чёрная ладья · e5 чёрный ферзь · c4 белый король · e4 белый слон · h4 белый конь · g3 белая ладья · d2 чёрная пешка · f2 чёрная пешка · g2 белая пешка · h2 белый слон · b1 белый ферзь · d1 белый конь · g1 чёрный конь | a8 чёрный король · d8 чёрная ладья · e8 чёрный конь · f8 чёрный слон · h7 чёрный слон · g6 белая ладья · h6 чёрная ладья · e5 чёрный ферзь · c4 белый король · e4 белый слон · h4 белый конь · g3 белая ладья · d2 чёрная пешка · f2 чёрная пешка · g2 белая пешка · h2 белый слон · b1 белый ферзь · d1 белый конь · g1 чёрный конь | a8 чёрный король · d8 чёрная ладья · e8 чёрный конь · f8 чёрный слон · h7 чёрный слон · g6 белая ладья · h6 чёрная ладья · e5 чёрный ферзь · c4 белый король · e4 белый слон · h4 белый конь · g3 белая ладья · d2 чёрная пешка · f2 чёрная пешка · g2 белая пешка · h2 белый слон · b1 белый ферзь · d1 белый конь · g1 чёрный конь | 5 |
| 4 | a8 чёрный король · d8 чёрная ладья · e8 чёрный конь · f8 чёрный слон · h7 чёрный слон · g6 белая ладья · h6 чёрная ладья · e5 чёрный ферзь · c4 белый король · e4 белый слон · h4 белый конь · g3 белая ладья · d2 чёрная пешка · f2 чёрная пешка · g2 белая пешка · h2 белый слон · b1 белый ферзь · d1 белый конь · g1 чёрный конь | a8 чёрный король · d8 чёрная ладья · e8 чёрный конь · f8 чёрный слон · h7 чёрный слон · g6 белая ладья · h6 чёрная ладья · e5 чёрный ферзь · c4 белый король · e4 белый слон · h4 белый конь · g3 белая ладья · d2 чёрная пешка · f2 чёрная пешка · g2 белая пешка · h2 белый слон · b1 белый ферзь · d1 белый конь · g1 чёрный конь | a8 чёрный король · d8 чёрная ладья · e8 чёрный конь · f8 чёрный слон · h7 чёрный слон · g6 белая ладья · h6 чёрная ладья · e5 чёрный ферзь · c4 белый король · e4 белый слон · h4 белый конь · g3 белая ладья · d2 чёрная пешка · f2 чёрная пешка · g2 белая пешка · h2 белый слон · b1 белый ферзь · d1 белый конь · g1 чёрный конь | a8 чёрный король · d8 чёрная ладья · e8 чёрный конь · f8 чёрный слон · h7 чёрный слон · g6 белая ладья · h6 чёрная ладья · e5 чёрный ферзь · c4 белый король · e4 белый слон · h4 белый конь · g3 белая ладья · d2 чёрная пешка · f2 чёрная пешка · g2 белая пешка · h2 белый слон · b1 белый ферзь · d1 белый конь · g1 чёрный конь | a8 чёрный король · d8 чёрная ладья · e8 чёрный конь · f8 чёрный слон · h7 чёрный слон · g6 белая ладья · h6 чёрная ладья · e5 чёрный ферзь · c4 белый король · e4 белый слон · h4 белый конь · g3 белая ладья · d2 чёрная пешка · f2 чёрная пешка · g2 белая пешка · h2 белый слон · b1 белый ферзь · d1 белый конь · g1 чёрный конь | a8 чёрный король · d8 чёрная ладья · e8 чёрный конь · f8 чёрный слон · h7 чёрный слон · g6 белая ладья · h6 чёрная ладья · e5 чёрный ферзь · c4 белый король · e4 белый слон · h4 белый конь · g3 белая ладья · d2 чёрная пешка · f2 чёрная пешка · g2 белая пешка · h2 белый слон · b1 белый ферзь · d1 белый конь · g1 чёрный конь | a8 чёрный король · d8 чёрная ладья · e8 чёрный конь · f8 чёрный слон · h7 чёрный слон · g6 белая ладья · h6 чёрная ладья · e5 чёрный ферзь · c4 белый король · e4 белый слон · h4 белый конь · g3 белая ладья · d2 чёрная пешка · f2 чёрная пешка · g2 белая пешка · h2 белый слон · b1 белый ферзь · d1 белый конь · g1 чёрный конь | a8 чёрный король · d8 чёрная ладья · e8 чёрный конь · f8 чёрный слон · h7 чёрный слон · g6 белая ладья · h6 чёрная ладья · e5 чёрный ферзь · c4 белый король · e4 белый слон · h4 белый конь · g3 белая ладья · d2 чёрная пешка · f2 чёрная пешка · g2 белая пешка · h2 белый слон · b1 белый ферзь · d1 белый конь · g1 чёрный конь | 4 |
| 3 | a8 чёрный король · d8 чёрная ладья · e8 чёрный конь · f8 чёрный слон · h7 чёрный слон · g6 белая ладья · h6 чёрная ладья · e5 чёрный ферзь · c4 белый король · e4 белый слон · h4 белый конь · g3 белая ладья · d2 чёрная пешка · f2 чёрная пешка · g2 белая пешка · h2 белый слон · b1 белый ферзь · d1 белый конь · g1 чёрный конь | a8 чёрный король · d8 чёрная ладья · e8 чёрный конь · f8 чёрный слон · h7 чёрный слон · g6 белая ладья · h6 чёрная ладья · e5 чёрный ферзь · c4 белый король · e4 белый слон · h4 белый конь · g3 белая ладья · d2 чёрная пешка · f2 чёрная пешка · g2 белая пешка · h2 белый слон · b1 белый ферзь · d1 белый конь · g1 чёрный конь | a8 чёрный король · d8 чёрная ладья · e8 чёрный конь · f8 чёрный слон · h7 чёрный слон · g6 белая ладья · h6 чёрная ладья · e5 чёрный ферзь · c4 белый король · e4 белый слон · h4 белый конь · g3 белая ладья · d2 чёрная пешка · f2 чёрная пешка · g2 белая пешка · h2 белый слон · b1 белый ферзь · d1 белый конь · g1 чёрный конь | a8 чёрный король · d8 чёрная ладья · e8 чёрный конь · f8 чёрный слон · h7 чёрный слон · g6 белая ладья · h6 чёрная ладья · e5 чёрный ферзь · c4 белый король · e4 белый слон · h4 белый конь · g3 белая ладья · d2 чёрная пешка · f2 чёрная пешка · g2 белая пешка · h2 белый слон · b1 белый ферзь · d1 белый конь · g1 чёрный конь | a8 чёрный король · d8 чёрная ладья · e8 чёрный конь · f8 чёрный слон · h7 чёрный слон · g6 белая ладья · h6 чёрная ладья · e5 чёрный ферзь · c4 белый король · e4 белый слон · h4 белый конь · g3 белая ладья · d2 чёрная пешка · f2 чёрная пешка · g2 белая пешка · h2 белый слон · b1 белый ферзь · d1 белый конь · g1 чёрный конь | a8 чёрный король · d8 чёрная ладья · e8 чёрный конь · f8 чёрный слон · h7 чёрный слон · g6 белая ладья · h6 чёрная ладья · e5 чёрный ферзь · c4 белый король · e4 белый слон · h4 белый конь · g3 белая ладья · d2 чёрная пешка · f2 чёрная пешка · g2 белая пешка · h2 белый слон · b1 белый ферзь · d1 белый конь · g1 чёрный конь | a8 чёрный король · d8 чёрная ладья · e8 чёрный конь · f8 чёрный слон · h7 чёрный слон · g6 белая ладья · h6 чёрная ладья · e5 чёрный ферзь · c4 белый король · e4 белый слон · h4 белый конь · g3 белая ладья · d2 чёрная пешка · f2 чёрная пешка · g2 белая пешка · h2 белый слон · b1 белый ферзь · d1 белый конь · g1 чёрный конь | a8 чёрный король · d8 чёрная ладья · e8 чёрный конь · f8 чёрный слон · h7 чёрный слон · g6 белая ладья · h6 чёрная ладья · e5 чёрный ферзь · c4 белый король · e4 белый слон · h4 белый конь · g3 белая ладья · d2 чёрная пешка · f2 чёрная пешка · g2 белая пешка · h2 белый слон · b1 белый ферзь · d1 белый конь · g1 чёрный конь | 3 |
| 2 | a8 чёрный король · d8 чёрная ладья · e8 чёрный конь · f8 чёрный слон · h7 чёрный слон · g6 белая ладья · h6 чёрная ладья · e5 чёрный ферзь · c4 белый король · e4 белый слон · h4 белый конь · g3 белая ладья · d2 чёрная пешка · f2 чёрная пешка · g2 белая пешка · h2 белый слон · b1 белый ферзь · d1 белый конь · g1 чёрный конь | a8 чёрный король · d8 чёрная ладья · e8 чёрный конь · f8 чёрный слон · h7 чёрный слон · g6 белая ладья · h6 чёрная ладья · e5 чёрный ферзь · c4 белый король · e4 белый слон · h4 белый конь · g3 белая ладья · d2 чёрная пешка · f2 чёрная пешка · g2 белая пешка · h2 белый слон · b1 белый ферзь · d1 белый конь · g1 чёрный конь | a8 чёрный король · d8 чёрная ладья · e8 чёрный конь · f8 чёрный слон · h7 чёрный слон · g6 белая ладья · h6 чёрная ладья · e5 чёрный ферзь · c4 белый король · e4 белый слон · h4 белый конь · g3 белая ладья · d2 чёрная пешка · f2 чёрная пешка · g2 белая пешка · h2 белый слон · b1 белый ферзь · d1 белый конь · g1 чёрный конь | a8 чёрный король · d8 чёрная ладья · e8 чёрный конь · f8 чёрный слон · h7 чёрный слон · g6 белая ладья · h6 чёрная ладья · e5 чёрный ферзь · c4 белый король · e4 белый слон · h4 белый конь · g3 белая ладья · d2 чёрная пешка · f2 чёрная пешка · g2 белая пешка · h2 белый слон · b1 белый ферзь · d1 белый конь · g1 чёрный конь | a8 чёрный король · d8 чёрная ладья · e8 чёрный конь · f8 чёрный слон · h7 чёрный слон · g6 белая ладья · h6 чёрная ладья · e5 чёрный ферзь · c4 белый король · e4 белый слон · h4 белый конь · g3 белая ладья · d2 чёрная пешка · f2 чёрная пешка · g2 белая пешка · h2 белый слон · b1 белый ферзь · d1 белый конь · g1 чёрный конь | a8 чёрный король · d8 чёрная ладья · e8 чёрный конь · f8 чёрный слон · h7 чёрный слон · g6 белая ладья · h6 чёрная ладья · e5 чёрный ферзь · c4 белый король · e4 белый слон · h4 белый конь · g3 белая ладья · d2 чёрная пешка · f2 чёрная пешка · g2 белая пешка · h2 белый слон · b1 белый ферзь · d1 белый конь · g1 чёрный конь | a8 чёрный король · d8 чёрная ладья · e8 чёрный конь · f8 чёрный слон · h7 чёрный слон · g6 белая ладья · h6 чёрная ладья · e5 чёрный ферзь · c4 белый король · e4 белый слон · h4 белый конь · g3 белая ладья · d2 чёрная пешка · f2 чёрная пешка · g2 белая пешка · h2 белый слон · b1 белый ферзь · d1 белый конь · g1 чёрный конь | a8 чёрный король · d8 чёрная ладья · e8 чёрный конь · f8 чёрный слон · h7 чёрный слон · g6 белая ладья · h6 чёрная ладья · e5 чёрный ферзь · c4 белый король · e4 белый слон · h4 белый конь · g3 белая ладья · d2 чёрная пешка · f2 чёрная пешка · g2 белая пешка · h2 белый слон · b1 белый ферзь · d1 белый конь · g1 чёрный конь | 2 |
| 1 | a8 чёрный король · d8 чёрная ладья · e8 чёрный конь · f8 чёрный слон · h7 чёрный слон · g6 белая ладья · h6 чёрная ладья · e5 чёрный ферзь · c4 белый король · e4 белый слон · h4 белый конь · g3 белая ладья · d2 чёрная пешка · f2 чёрная пешка · g2 белая пешка · h2 белый слон · b1 белый ферзь · d1 белый конь · g1 чёрный конь | a8 чёрный король · d8 чёрная ладья · e8 чёрный конь · f8 чёрный слон · h7 чёрный слон · g6 белая ладья · h6 чёрная ладья · e5 чёрный ферзь · c4 белый король · e4 белый слон · h4 белый конь · g3 белая ладья · d2 чёрная пешка · f2 чёрная пешка · g2 белая пешка · h2 белый слон · b1 белый ферзь · d1 белый конь · g1 чёрный конь | a8 чёрный король · d8 чёрная ладья · e8 чёрный конь · f8 чёрный слон · h7 чёрный слон · g6 белая ладья · h6 чёрная ладья · e5 чёрный ферзь · c4 белый король · e4 белый слон · h4 белый конь · g3 белая ладья · d2 чёрная пешка · f2 чёрная пешка · g2 белая пешка · h2 белый слон · b1 белый ферзь · d1 белый конь · g1 чёрный конь | a8 чёрный король · d8 чёрная ладья · e8 чёрный конь · f8 чёрный слон · h7 чёрный слон · g6 белая ладья · h6 чёрная ладья · e5 чёрный ферзь · c4 белый король · e4 белый слон · h4 белый конь · g3 белая ладья · d2 чёрная пешка · f2 чёрная пешка · g2 белая пешка · h2 белый слон · b1 белый ферзь · d1 белый конь · g1 чёрный конь | a8 чёрный король · d8 чёрная ладья · e8 чёрный конь · f8 чёрный слон · h7 чёрный слон · g6 белая ладья · h6 чёрная ладья · e5 чёрный ферзь · c4 белый король · e4 белый слон · h4 белый конь · g3 белая ладья · d2 чёрная пешка · f2 чёрная пешка · g2 белая пешка · h2 белый слон · b1 белый ферзь · d1 белый конь · g1 чёрный конь | a8 чёрный король · d8 чёрная ладья · e8 чёрный конь · f8 чёрный слон · h7 чёрный слон · g6 белая ладья · h6 чёрная ладья · e5 чёрный ферзь · c4 белый король · e4 белый слон · h4 белый конь · g3 белая ладья · d2 чёрная пешка · f2 чёрная пешка · g2 белая пешка · h2 белый слон · b1 белый ферзь · d1 белый конь · g1 чёрный конь | a8 чёрный король · d8 чёрная ладья · e8 чёрный конь · f8 чёрный слон · h7 чёрный слон · g6 белая ладья · h6 чёрная ладья · e5 чёрный ферзь · c4 белый король · e4 белый слон · h4 белый конь · g3 белая ладья · d2 чёрная пешка · f2 чёрная пешка · g2 белая пешка · h2 белый слон · b1 белый ферзь · d1 белый конь · g1 чёрный конь | a8 чёрный король · d8 чёрная ладья · e8 чёрный конь · f8 чёрный слон · h7 чёрный слон · g6 белая ладья · h6 чёрная ладья · e5 чёрный ферзь · c4 белый король · e4 белый слон · h4 белый конь · g3 белая ладья · d2 чёрная пешка · f2 чёрная пешка · g2 белая пешка · h2 белый слон · b1 белый ферзь · d1 белый конь · g1 чёрный конь | 1 |
|   | a | b | c | d | e | f | g | h |   |

|   | a | b | c | d | e | f | g | h |   |
| - | --- | --- | --- | --- | --- | --- | --- | --- | - |
| 8 | h8 чёрный ферзь · a7 белый король · d6 белый ферзь · a5 белая пешка · h5 чёрная ладья · d4 белый конь · e4 чёрный король · h4 чёрный слон · b3 чёрная пешка · h3 чёрный конь · a2 чёрный слон · b2 белая пешка · c2 белая ладья · f2 белая ладья · b1 белый конь · d1 белый слон · f1 чёрная ладья · g1 чёрный конь | h8 чёрный ферзь · a7 белый король · d6 белый ферзь · a5 белая пешка · h5 чёрная ладья · d4 белый конь · e4 чёрный король · h4 чёрный слон · b3 чёрная пешка · h3 чёрный конь · a2 чёрный слон · b2 белая пешка · c2 белая ладья · f2 белая ладья · b1 белый конь · d1 белый слон · f1 чёрная ладья · g1 чёрный конь | h8 чёрный ферзь · a7 белый король · d6 белый ферзь · a5 белая пешка · h5 чёрная ладья · d4 белый конь · e4 чёрный король · h4 чёрный слон · b3 чёрная пешка · h3 чёрный конь · a2 чёрный слон · b2 белая пешка · c2 белая ладья · f2 белая ладья · b1 белый конь · d1 белый слон · f1 чёрная ладья · g1 чёрный конь | h8 чёрный ферзь · a7 белый король · d6 белый ферзь · a5 белая пешка · h5 чёрная ладья · d4 белый конь · e4 чёрный король · h4 чёрный слон · b3 чёрная пешка · h3 чёрный конь · a2 чёрный слон · b2 белая пешка · c2 белая ладья · f2 белая ладья · b1 белый конь · d1 белый слон · f1 чёрная ладья · g1 чёрный конь | h8 чёрный ферзь · a7 белый король · d6 белый ферзь · a5 белая пешка · h5 чёрная ладья · d4 белый конь · e4 чёрный король · h4 чёрный слон · b3 чёрная пешка · h3 чёрный конь · a2 чёрный слон · b2 белая пешка · c2 белая ладья · f2 белая ладья · b1 белый конь · d1 белый слон · f1 чёрная ладья · g1 чёрный конь | h8 чёрный ферзь · a7 белый король · d6 белый ферзь · a5 белая пешка · h5 чёрная ладья · d4 белый конь · e4 чёрный король · h4 чёрный слон · b3 чёрная пешка · h3 чёрный конь · a2 чёрный слон · b2 белая пешка · c2 белая ладья · f2 белая ладья · b1 белый конь · d1 белый слон · f1 чёрная ладья · g1 чёрный конь | h8 чёрный ферзь · a7 белый король · d6 белый ферзь · a5 белая пешка · h5 чёрная ладья · d4 белый конь · e4 чёрный король · h4 чёрный слон · b3 чёрная пешка · h3 чёрный конь · a2 чёрный слон · b2 белая пешка · c2 белая ладья · f2 белая ладья · b1 белый конь · d1 белый слон · f1 чёрная ладья · g1 чёрный конь | h8 чёрный ферзь · a7 белый король · d6 белый ферзь · a5 белая пешка · h5 чёрная ладья · d4 белый конь · e4 чёрный король · h4 чёрный слон · b3 чёрная пешка · h3 чёрный конь · a2 чёрный слон · b2 белая пешка · c2 белая ладья · f2 белая ладья · b1 белый конь · d1 белый слон · f1 чёрная ладья · g1 чёрный конь | 8 |
| 7 | h8 чёрный ферзь · a7 белый король · d6 белый ферзь · a5 белая пешка · h5 чёрная ладья · d4 белый конь · e4 чёрный король · h4 чёрный слон · b3 чёрная пешка · h3 чёрный конь · a2 чёрный слон · b2 белая пешка · c2 белая ладья · f2 белая ладья · b1 белый конь · d1 белый слон · f1 чёрная ладья · g1 чёрный конь | h8 чёрный ферзь · a7 белый король · d6 белый ферзь · a5 белая пешка · h5 чёрная ладья · d4 белый конь · e4 чёрный король · h4 чёрный слон · b3 чёрная пешка · h3 чёрный конь · a2 чёрный слон · b2 белая пешка · c2 белая ладья · f2 белая ладья · b1 белый конь · d1 белый слон · f1 чёрная ладья · g1 чёрный конь | h8 чёрный ферзь · a7 белый король · d6 белый ферзь · a5 белая пешка · h5 чёрная ладья · d4 белый конь · e4 чёрный король · h4 чёрный слон · b3 чёрная пешка · h3 чёрный конь · a2 чёрный слон · b2 белая пешка · c2 белая ладья · f2 белая ладья · b1 белый конь · d1 белый слон · f1 чёрная ладья · g1 чёрный конь | h8 чёрный ферзь · a7 белый король · d6 белый ферзь · a5 белая пешка · h5 чёрная ладья · d4 белый конь · e4 чёрный король · h4 чёрный слон · b3 чёрная пешка · h3 чёрный конь · a2 чёрный слон · b2 белая пешка · c2 белая ладья · f2 белая ладья · b1 белый конь · d1 белый слон · f1 чёрная ладья · g1 чёрный конь | h8 чёрный ферзь · a7 белый король · d6 белый ферзь · a5 белая пешка · h5 чёрная ладья · d4 белый конь · e4 чёрный король · h4 чёрный слон · b3 чёрная пешка · h3 чёрный конь · a2 чёрный слон · b2 белая пешка · c2 белая ладья · f2 белая ладья · b1 белый конь · d1 белый слон · f1 чёрная ладья · g1 чёрный конь | h8 чёрный ферзь · a7 белый король · d6 белый ферзь · a5 белая пешка · h5 чёрная ладья · d4 белый конь · e4 чёрный король · h4 чёрный слон · b3 чёрная пешка · h3 чёрный конь · a2 чёрный слон · b2 белая пешка · c2 белая ладья · f2 белая ладья · b1 белый конь · d1 белый слон · f1 чёрная ладья · g1 чёрный конь | h8 чёрный ферзь · a7 белый король · d6 белый ферзь · a5 белая пешка · h5 чёрная ладья · d4 белый конь · e4 чёрный король · h4 чёрный слон · b3 чёрная пешка · h3 чёрный конь · a2 чёрный слон · b2 белая пешка · c2 белая ладья · f2 белая ладья · b1 белый конь · d1 белый слон · f1 чёрная ладья · g1 чёрный конь | h8 чёрный ферзь · a7 белый король · d6 белый ферзь · a5 белая пешка · h5 чёрная ладья · d4 белый конь · e4 чёрный король · h4 чёрный слон · b3 чёрная пешка · h3 чёрный конь · a2 чёрный слон · b2 белая пешка · c2 белая ладья · f2 белая ладья · b1 белый конь · d1 белый слон · f1 чёрная ладья · g1 чёрный конь | 7 |
| 6 | h8 чёрный ферзь · a7 белый король · d6 белый ферзь · a5 белая пешка · h5 чёрная ладья · d4 белый конь · e4 чёрный король · h4 чёрный слон · b3 чёрная пешка · h3 чёрный конь · a2 чёрный слон · b2 белая пешка · c2 белая ладья · f2 белая ладья · b1 белый конь · d1 белый слон · f1 чёрная ладья · g1 чёрный конь | h8 чёрный ферзь · a7 белый король · d6 белый ферзь · a5 белая пешка · h5 чёрная ладья · d4 белый конь · e4 чёрный король · h4 чёрный слон · b3 чёрная пешка · h3 чёрный конь · a2 чёрный слон · b2 белая пешка · c2 белая ладья · f2 белая ладья · b1 белый конь · d1 белый слон · f1 чёрная ладья · g1 чёрный конь | h8 чёрный ферзь · a7 белый король · d6 белый ферзь · a5 белая пешка · h5 чёрная ладья · d4 белый конь · e4 чёрный король · h4 чёрный слон · b3 чёрная пешка · h3 чёрный конь · a2 чёрный слон · b2 белая пешка · c2 белая ладья · f2 белая ладья · b1 белый конь · d1 белый слон · f1 чёрная ладья · g1 чёрный конь | h8 чёрный ферзь · a7 белый король · d6 белый ферзь · a5 белая пешка · h5 чёрная ладья · d4 белый конь · e4 чёрный король · h4 чёрный слон · b3 чёрная пешка · h3 чёрный конь · a2 чёрный слон · b2 белая пешка · c2 белая ладья · f2 белая ладья · b1 белый конь · d1 белый слон · f1 чёрная ладья · g1 чёрный конь | h8 чёрный ферзь · a7 белый король · d6 белый ферзь · a5 белая пешка · h5 чёрная ладья · d4 белый конь · e4 чёрный король · h4 чёрный слон · b3 чёрная пешка · h3 чёрный конь · a2 чёрный слон · b2 белая пешка · c2 белая ладья · f2 белая ладья · b1 белый конь · d1 белый слон · f1 чёрная ладья · g1 чёрный конь | h8 чёрный ферзь · a7 белый король · d6 белый ферзь · a5 белая пешка · h5 чёрная ладья · d4 белый конь · e4 чёрный король · h4 чёрный слон · b3 чёрная пешка · h3 чёрный конь · a2 чёрный слон · b2 белая пешка · c2 белая ладья · f2 белая ладья · b1 белый конь · d1 белый слон · f1 чёрная ладья · g1 чёрный конь | h8 чёрный ферзь · a7 белый король · d6 белый ферзь · a5 белая пешка · h5 чёрная ладья · d4 белый конь · e4 чёрный король · h4 чёрный слон · b3 чёрная пешка · h3 чёрный конь · a2 чёрный слон · b2 белая пешка · c2 белая ладья · f2 белая ладья · b1 белый конь · d1 белый слон · f1 чёрная ладья · g1 чёрный конь | h8 чёрный ферзь · a7 белый король · d6 белый ферзь · a5 белая пешка · h5 чёрная ладья · d4 белый конь · e4 чёрный король · h4 чёрный слон · b3 чёрная пешка · h3 чёрный конь · a2 чёрный слон · b2 белая пешка · c2 белая ладья · f2 белая ладья · b1 белый конь · d1 белый слон · f1 чёрная ладья · g1 чёрный конь | 6 |
| 5 | h8 чёрный ферзь · a7 белый король · d6 белый ферзь · a5 белая пешка · h5 чёрная ладья · d4 белый конь · e4 чёрный король · h4 чёрный слон · b3 чёрная пешка · h3 чёрный конь · a2 чёрный слон · b2 белая пешка · c2 белая ладья · f2 белая ладья · b1 белый конь · d1 белый слон · f1 чёрная ладья · g1 чёрный конь | h8 чёрный ферзь · a7 белый король · d6 белый ферзь · a5 белая пешка · h5 чёрная ладья · d4 белый конь · e4 чёрный король · h4 чёрный слон · b3 чёрная пешка · h3 чёрный конь · a2 чёрный слон · b2 белая пешка · c2 белая ладья · f2 белая ладья · b1 белый конь · d1 белый слон · f1 чёрная ладья · g1 чёрный конь | h8 чёрный ферзь · a7 белый король · d6 белый ферзь · a5 белая пешка · h5 чёрная ладья · d4 белый конь · e4 чёрный король · h4 чёрный слон · b3 чёрная пешка · h3 чёрный конь · a2 чёрный слон · b2 белая пешка · c2 белая ладья · f2 белая ладья · b1 белый конь · d1 белый слон · f1 чёрная ладья · g1 чёрный конь | h8 чёрный ферзь · a7 белый король · d6 белый ферзь · a5 белая пешка · h5 чёрная ладья · d4 белый конь · e4 чёрный король · h4 чёрный слон · b3 чёрная пешка · h3 чёрный конь · a2 чёрный слон · b2 белая пешка · c2 белая ладья · f2 белая ладья · b1 белый конь · d1 белый слон · f1 чёрная ладья · g1 чёрный конь | h8 чёрный ферзь · a7 белый король · d6 белый ферзь · a5 белая пешка · h5 чёрная ладья · d4 белый конь · e4 чёрный король · h4 чёрный слон · b3 чёрная пешка · h3 чёрный конь · a2 чёрный слон · b2 белая пешка · c2 белая ладья · f2 белая ладья · b1 белый конь · d1 белый слон · f1 чёрная ладья · g1 чёрный конь | h8 чёрный ферзь · a7 белый король · d6 белый ферзь · a5 белая пешка · h5 чёрная ладья · d4 белый конь · e4 чёрный король · h4 чёрный слон · b3 чёрная пешка · h3 чёрный конь · a2 чёрный слон · b2 белая пешка · c2 белая ладья · f2 белая ладья · b1 белый конь · d1 белый слон · f1 чёрная ладья · g1 чёрный конь | h8 чёрный ферзь · a7 белый король · d6 белый ферзь · a5 белая пешка · h5 чёрная ладья · d4 белый конь · e4 чёрный король · h4 чёрный слон · b3 чёрная пешка · h3 чёрный конь · a2 чёрный слон · b2 белая пешка · c2 белая ладья · f2 белая ладья · b1 белый конь · d1 белый слон · f1 чёрная ладья · g1 чёрный конь | h8 чёрный ферзь · a7 белый король · d6 белый ферзь · a5 белая пешка · h5 чёрная ладья · d4 белый конь · e4 чёрный король · h4 чёрный слон · b3 чёрная пешка · h3 чёрный конь · a2 чёрный слон · b2 белая пешка · c2 белая ладья · f2 белая ладья · b1 белый конь · d1 белый слон · f1 чёрная ладья · g1 чёрный конь | 5 |
| 4 | h8 чёрный ферзь · a7 белый король · d6 белый ферзь · a5 белая пешка · h5 чёрная ладья · d4 белый конь · e4 чёрный король · h4 чёрный слон · b3 чёрная пешка · h3 чёрный конь · a2 чёрный слон · b2 белая пешка · c2 белая ладья · f2 белая ладья · b1 белый конь · d1 белый слон · f1 чёрная ладья · g1 чёрный конь | h8 чёрный ферзь · a7 белый король · d6 белый ферзь · a5 белая пешка · h5 чёрная ладья · d4 белый конь · e4 чёрный король · h4 чёрный слон · b3 чёрная пешка · h3 чёрный конь · a2 чёрный слон · b2 белая пешка · c2 белая ладья · f2 белая ладья · b1 белый конь · d1 белый слон · f1 чёрная ладья · g1 чёрный конь | h8 чёрный ферзь · a7 белый король · d6 белый ферзь · a5 белая пешка · h5 чёрная ладья · d4 белый конь · e4 чёрный король · h4 чёрный слон · b3 чёрная пешка · h3 чёрный конь · a2 чёрный слон · b2 белая пешка · c2 белая ладья · f2 белая ладья · b1 белый конь · d1 белый слон · f1 чёрная ладья · g1 чёрный конь | h8 чёрный ферзь · a7 белый король · d6 белый ферзь · a5 белая пешка · h5 чёрная ладья · d4 белый конь · e4 чёрный король · h4 чёрный слон · b3 чёрная пешка · h3 чёрный конь · a2 чёрный слон · b2 белая пешка · c2 белая ладья · f2 белая ладья · b1 белый конь · d1 белый слон · f1 чёрная ладья · g1 чёрный конь | h8 чёрный ферзь · a7 белый король · d6 белый ферзь · a5 белая пешка · h5 чёрная ладья · d4 белый конь · e4 чёрный король · h4 чёрный слон · b3 чёрная пешка · h3 чёрный конь · a2 чёрный слон · b2 белая пешка · c2 белая ладья · f2 белая ладья · b1 белый конь · d1 белый слон · f1 чёрная ладья · g1 чёрный конь | h8 чёрный ферзь · a7 белый король · d6 белый ферзь · a5 белая пешка · h5 чёрная ладья · d4 белый конь · e4 чёрный король · h4 чёрный слон · b3 чёрная пешка · h3 чёрный конь · a2 чёрный слон · b2 белая пешка · c2 белая ладья · f2 белая ладья · b1 белый конь · d1 белый слон · f1 чёрная ладья · g1 чёрный конь | h8 чёрный ферзь · a7 белый король · d6 белый ферзь · a5 белая пешка · h5 чёрная ладья · d4 белый конь · e4 чёрный король · h4 чёрный слон · b3 чёрная пешка · h3 чёрный конь · a2 чёрный слон · b2 белая пешка · c2 белая ладья · f2 белая ладья · b1 белый конь · d1 белый слон · f1 чёрная ладья · g1 чёрный конь | h8 чёрный ферзь · a7 белый король · d6 белый ферзь · a5 белая пешка · h5 чёрная ладья · d4 белый конь · e4 чёрный король · h4 чёрный слон · b3 чёрная пешка · h3 чёрный конь · a2 чёрный слон · b2 белая пешка · c2 белая ладья · f2 белая ладья · b1 белый конь · d1 белый слон · f1 чёрная ладья · g1 чёрный конь | 4 |
| 3 | h8 чёрный ферзь · a7 белый король · d6 белый ферзь · a5 белая пешка · h5 чёрная ладья · d4 белый конь · e4 чёрный король · h4 чёрный слон · b3 чёрная пешка · h3 чёрный конь · a2 чёрный слон · b2 белая пешка · c2 белая ладья · f2 белая ладья · b1 белый конь · d1 белый слон · f1 чёрная ладья · g1 чёрный конь | h8 чёрный ферзь · a7 белый король · d6 белый ферзь · a5 белая пешка · h5 чёрная ладья · d4 белый конь · e4 чёрный король · h4 чёрный слон · b3 чёрная пешка · h3 чёрный конь · a2 чёрный слон · b2 белая пешка · c2 белая ладья · f2 белая ладья · b1 белый конь · d1 белый слон · f1 чёрная ладья · g1 чёрный конь | h8 чёрный ферзь · a7 белый король · d6 белый ферзь · a5 белая пешка · h5 чёрная ладья · d4 белый конь · e4 чёрный король · h4 чёрный слон · b3 чёрная пешка · h3 чёрный конь · a2 чёрный слон · b2 белая пешка · c2 белая ладья · f2 белая ладья · b1 белый конь · d1 белый слон · f1 чёрная ладья · g1 чёрный конь | h8 чёрный ферзь · a7 белый король · d6 белый ферзь · a5 белая пешка · h5 чёрная ладья · d4 белый конь · e4 чёрный король · h4 чёрный слон · b3 чёрная пешка · h3 чёрный конь · a2 чёрный слон · b2 белая пешка · c2 белая ладья · f2 белая ладья · b1 белый конь · d1 белый слон · f1 чёрная ладья · g1 чёрный конь | h8 чёрный ферзь · a7 белый король · d6 белый ферзь · a5 белая пешка · h5 чёрная ладья · d4 белый конь · e4 чёрный король · h4 чёрный слон · b3 чёрная пешка · h3 чёрный конь · a2 чёрный слон · b2 белая пешка · c2 белая ладья · f2 белая ладья · b1 белый конь · d1 белый слон · f1 чёрная ладья · g1 чёрный конь | h8 чёрный ферзь · a7 белый король · d6 белый ферзь · a5 белая пешка · h5 чёрная ладья · d4 белый конь · e4 чёрный король · h4 чёрный слон · b3 чёрная пешка · h3 чёрный конь · a2 чёрный слон · b2 белая пешка · c2 белая ладья · f2 белая ладья · b1 белый конь · d1 белый слон · f1 чёрная ладья · g1 чёрный конь | h8 чёрный ферзь · a7 белый король · d6 белый ферзь · a5 белая пешка · h5 чёрная ладья · d4 белый конь · e4 чёрный король · h4 чёрный слон · b3 чёрная пешка · h3 чёрный конь · a2 чёрный слон · b2 белая пешка · c2 белая ладья · f2 белая ладья · b1 белый конь · d1 белый слон · f1 чёрная ладья · g1 чёрный конь | h8 чёрный ферзь · a7 белый король · d6 белый ферзь · a5 белая пешка · h5 чёрная ладья · d4 белый конь · e4 чёрный король · h4 чёрный слон · b3 чёрная пешка · h3 чёрный конь · a2 чёрный слон · b2 белая пешка · c2 белая ладья · f2 белая ладья · b1 белый конь · d1 белый слон · f1 чёрная ладья · g1 чёрный конь | 3 |
| 2 | h8 чёрный ферзь · a7 белый король · d6 белый ферзь · a5 белая пешка · h5 чёрная ладья · d4 белый конь · e4 чёрный король · h4 чёрный слон · b3 чёрная пешка · h3 чёрный конь · a2 чёрный слон · b2 белая пешка · c2 белая ладья · f2 белая ладья · b1 белый конь · d1 белый слон · f1 чёрная ладья · g1 чёрный конь | h8 чёрный ферзь · a7 белый король · d6 белый ферзь · a5 белая пешка · h5 чёрная ладья · d4 белый конь · e4 чёрный король · h4 чёрный слон · b3 чёрная пешка · h3 чёрный конь · a2 чёрный слон · b2 белая пешка · c2 белая ладья · f2 белая ладья · b1 белый конь · d1 белый слон · f1 чёрная ладья · g1 чёрный конь | h8 чёрный ферзь · a7 белый король · d6 белый ферзь · a5 белая пешка · h5 чёрная ладья · d4 белый конь · e4 чёрный король · h4 чёрный слон · b3 чёрная пешка · h3 чёрный конь · a2 чёрный слон · b2 белая пешка · c2 белая ладья · f2 белая ладья · b1 белый конь · d1 белый слон · f1 чёрная ладья · g1 чёрный конь | h8 чёрный ферзь · a7 белый король · d6 белый ферзь · a5 белая пешка · h5 чёрная ладья · d4 белый конь · e4 чёрный король · h4 чёрный слон · b3 чёрная пешка · h3 чёрный конь · a2 чёрный слон · b2 белая пешка · c2 белая ладья · f2 белая ладья · b1 белый конь · d1 белый слон · f1 чёрная ладья · g1 чёрный конь | h8 чёрный ферзь · a7 белый король · d6 белый ферзь · a5 белая пешка · h5 чёрная ладья · d4 белый конь · e4 чёрный король · h4 чёрный слон · b3 чёрная пешка · h3 чёрный конь · a2 чёрный слон · b2 белая пешка · c2 белая ладья · f2 белая ладья · b1 белый конь · d1 белый слон · f1 чёрная ладья · g1 чёрный конь | h8 чёрный ферзь · a7 белый король · d6 белый ферзь · a5 белая пешка · h5 чёрная ладья · d4 белый конь · e4 чёрный король · h4 чёрный слон · b3 чёрная пешка · h3 чёрный конь · a2 чёрный слон · b2 белая пешка · c2 белая ладья · f2 белая ладья · b1 белый конь · d1 белый слон · f1 чёрная ладья · g1 чёрный конь | h8 чёрный ферзь · a7 белый король · d6 белый ферзь · a5 белая пешка · h5 чёрная ладья · d4 белый конь · e4 чёрный король · h4 чёрный слон · b3 чёрная пешка · h3 чёрный конь · a2 чёрный слон · b2 белая пешка · c2 белая ладья · f2 белая ладья · b1 белый конь · d1 белый слон · f1 чёрная ладья · g1 чёрный конь | h8 чёрный ферзь · a7 белый король · d6 белый ферзь · a5 белая пешка · h5 чёрная ладья · d4 белый конь · e4 чёрный король · h4 чёрный слон · b3 чёрная пешка · h3 чёрный конь · a2 чёрный слон · b2 белая пешка · c2 белая ладья · f2 белая ладья · b1 белый конь · d1 белый слон · f1 чёрная ладья · g1 чёрный конь | 2 |
| 1 | h8 чёрный ферзь · a7 белый король · d6 белый ферзь · a5 белая пешка · h5 чёрная ладья · d4 белый конь · e4 чёрный король · h4 чёрный слон · b3 чёрная пешка · h3 чёрный конь · a2 чёрный слон · b2 белая пешка · c2 белая ладья · f2 белая ладья · b1 белый конь · d1 белый слон · f1 чёрная ладья · g1 чёрный конь | h8 чёрный ферзь · a7 белый король · d6 белый ферзь · a5 белая пешка · h5 чёрная ладья · d4 белый конь · e4 чёрный король · h4 чёрный слон · b3 чёрная пешка · h3 чёрный конь · a2 чёрный слон · b2 белая пешка · c2 белая ладья · f2 белая ладья · b1 белый конь · d1 белый слон · f1 чёрная ладья · g1 чёрный конь | h8 чёрный ферзь · a7 белый король · d6 белый ферзь · a5 белая пешка · h5 чёрная ладья · d4 белый конь · e4 чёрный король · h4 чёрный слон · b3 чёрная пешка · h3 чёрный конь · a2 чёрный слон · b2 белая пешка · c2 белая ладья · f2 белая ладья · b1 белый конь · d1 белый слон · f1 чёрная ладья · g1 чёрный конь | h8 чёрный ферзь · a7 белый король · d6 белый ферзь · a5 белая пешка · h5 чёрная ладья · d4 белый конь · e4 чёрный король · h4 чёрный слон · b3 чёрная пешка · h3 чёрный конь · a2 чёрный слон · b2 белая пешка · c2 белая ладья · f2 белая ладья · b1 белый конь · d1 белый слон · f1 чёрная ладья · g1 чёрный конь | h8 чёрный ферзь · a7 белый король · d6 белый ферзь · a5 белая пешка · h5 чёрная ладья · d4 белый конь · e4 чёрный король · h4 чёрный слон · b3 чёрная пешка · h3 чёрный конь · a2 чёрный слон · b2 белая пешка · c2 белая ладья · f2 белая ладья · b1 белый конь · d1 белый слон · f1 чёрная ладья · g1 чёрный конь | h8 чёрный ферзь · a7 белый король · d6 белый ферзь · a5 белая пешка · h5 чёрная ладья · d4 белый конь · e4 чёрный король · h4 чёрный слон · b3 чёрная пешка · h3 чёрный конь · a2 чёрный слон · b2 белая пешка · c2 белая ладья · f2 белая ладья · b1 белый конь · d1 белый слон · f1 чёрная ладья · g1 чёрный конь | h8 чёрный ферзь · a7 белый король · d6 белый ферзь · a5 белая пешка · h5 чёрная ладья · d4 белый конь · e4 чёрный король · h4 чёрный слон · b3 чёрная пешка · h3 чёрный конь · a2 чёрный слон · b2 белая пешка · c2 белая ладья · f2 белая ладья · b1 белый конь · d1 белый слон · f1 чёрная ладья · g1 чёрный конь | h8 чёрный ферзь · a7 белый король · d6 белый ферзь · a5 белая пешка · h5 чёрная ладья · d4 белый конь · e4 чёрный король · h4 чёрный слон · b3 чёрная пешка · h3 чёрный конь · a2 чёрный слон · b2 белая пешка · c2 белая ладья · f2 белая ладья · b1 белый конь · d1 белый слон · f1 чёрная ладья · g1 чёрный конь | 1 |
|   | a | b | c | d | e | f | g | h |   |

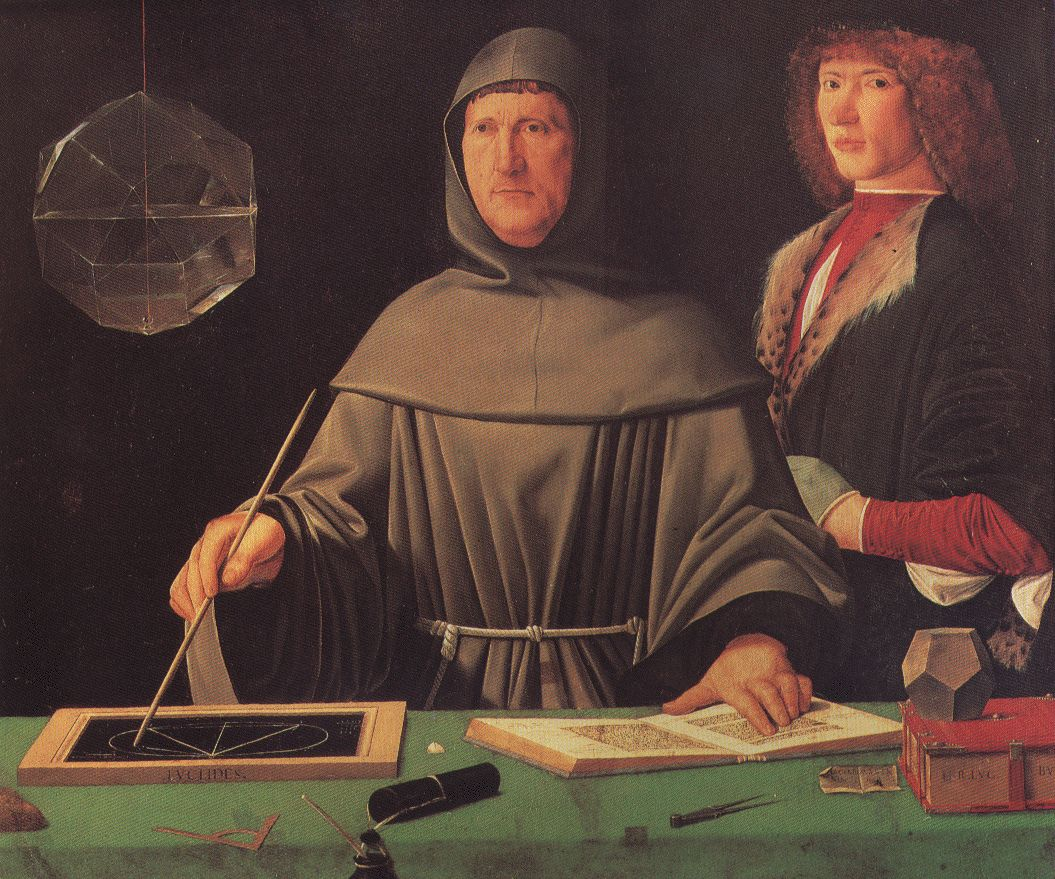
Атрибутируется Якопо де Барбари. Портрет Луки Пачоли с учеником (Гвидобальдо да Монтефельтро? Альбрехт Дюрер?), 1495

Предполагаемый портрет Леонардо да Винчи, 1490-е годы

Леонардо и Лука Бартоломео Пачоли были знакомы друг с другом, оба находились на службе при дворе миланского герцога Лодовико Сфорца в 1497 году. В трактате Луки Бартоломео Пачоли «О Божественной пропорции» Леонардо выступил в качестве автора рисунков. После взятия Милана французами в 1499 году Пачоли и Леонардо уехали в Мантую, где поступили на службу к маркизе Изабелле Д’Эсте (итал. Isabella d’Este, 1499—1503). Она любила шахматы и проводила турниры лучших шахматистов. Маркиза и заказала трактат о шахматах Пачоли.
Изабелла была старшей дочерью Эрколе I д’Эсте, герцога Феррары, и Элеоноры Неаполитанской (дочери короля Фердинанда Неаполитанского). Она была связана родством или браком почти со всеми правителями в Италии и известна как первая дама эпохи Возрождения. Изабелла д’Эсте получила очень хорошее образование, играла на лютне и флейте и обладала прекрасным голосом, знала греческую и римскую историю и классическую литературу, изучала географические карты и занималась астрологией. В 1490 году Изабелла вышла замуж за 25-летнего Франческо II Гонзага, маркиза Мантуи.
Пачоли написал сборник шахматных задач ориентировочно в 1500 году. Искусствовед Франко Рокко датирует сборник широким промежутком времени между 1497 и 1508 годами. Профессор Аттилио Бартоли Ланджели и доцент Энцо Маттезини (из Университета Перуджи) провели палеографический и лингвистический анализ; по их мнению, рукопись создана в конце XV и начале XVI века. Датировка водяного знака на одной из страниц устанавливает дату не ранее 1496 года, в то время как запрос печатной привилегии на имя венецианского дожа Леонардо Лоредано устанавливает датировку не позже 29 декабря 1508 года.
Книга считалась утраченной, но была найдена итальянским историком-архивистом Дуилио Контином (итал. Duilio Contin) в конце 2006 года в книжном собрании графа Гульельмо Коронини в Палаццо Коронини в Гориции. Граф Гульельмо Коронини купил её в 1963 году вместе с другими старыми книгами у «венецианского поэта и библиофила», имя которого осталось неизвестным. Анализом сборника руководил 70-летний миланский скульптор и архитектор Франко Рокко. Консультантом выступил профессор Карло Педретти, специалист по творчеству Леонардо да Винчи. Искусствоведы определили, что иллюстрации не принадлежали автору трактата. Владельцы рукописи пригласили эксперта из лос-анджелесского центра по изучению наследия Леонардо да Винчи (фонд Арманда Хаммера), который должен подтвердить или опровергнуть гипотезу Рокко.
Исследователи атрибутировали часть иллюстраций кодекса Леонардо да Винчи. По мнению Рокко, Пачоли попросил Леонардо помочь ему в оформлении трактата. Известно из документов, что Леонардо играл в шахматы. Он сочинял «ребусы», как тогда называли шахматные задачи. Австрийский художник и скульптор Франц фон Мач даже изобразил его на своей картине «Леонардо да Винчи играет в шахматы со своей музой» (1890, Franz von Matsch, 1861—1942, Leonardo da Vinci playing chess with his muse).
Франко Рокко определил, что рисунки составлены двумя различными иллюстраторами (предположительно — Пачоли и Леонардо). Он считает, что почти половина диаграмм была составлена самим Леонардо (при этом рисунки он делал левой рукой).
Рукопись была представлена на выставке в библиотеке графа в городе Гориция на севере Италии (область Фриули). Собственником рукописи является итальянская некоммерческая организация Coronini Cronberg Foundation (итал. Fondazione Palazzo Coronini Cronberg Onlus), созданная в 1990 году после смерти графа Коронини. 30 сентября 2016 года в Милане открылась новая выставка, где была представлена книга. На ней Франко Рокка презентовал свою книгу «Leonardo e Luca Pacioli. L’evidenza» («Леонардо и Лука Пачоли. Доказательства») издательства Le Due Torri.

## Характеристика трактата
Сборник состоит из 48 листов бумаги 150 х 110 миллиметров (по другим данным — 16 на 11,5 сантиметров), то есть из двадцати четырёх листов бумаги, приблизительно размером 150 х 220 миллиметров, сложенных пополам, что составляет в общей сложности 96 страниц. В нём приводится 114 шахматных диаграмм с описанием некоторого количества ходов для каждой, представлены несколько вариантов развития отдельных партий (в зависимости от задачи — с использованием либо старых, либо современных правил игры). Каждая партия завершается матом. К каждой партии прилагается диаграмма, на которой фигуры окрашены в красный и чёрный цвета. Обычно в трактатах этого времени они обозначались буквами латинского алфавита.
Рисунки несут на себе отпечаток авторской индивидуальности и фантазии, в то же время они точны по пропорциям и пространственному положению. Символы выполнены в изящной и узнаваемой манере Леонардо. Франко Рокко считает, что пропорции фигурок рассчитаны в соответствии с «золотым сечением», проблемой, которой был увлечён Леонардо. Он также утверждает, что изображение ферзя («королевы» в терминологии того времени) имеет сходство с изображениями, сохранившимися на листах 212 и 293 «Атлантического кодекса» Леонардо. Комплект шахматных фигур, которым пользовался художник при создании иллюстраций к трактату, был реконструирован.

## Шахматные задачи, представленные в сборнике
Шахматные теоретики проанализировали отдельные партии из сборника. Среди них — гроссмейстер Реймонд Деннис Кин, ведущий шахматный раздел в The Times. Одна из диаграмм сборника включает белую пешку на поле d1, что не допускается правилами. Кин предположил, что проблема должна быть решена с использованием современных правил, а пешку следует заменить на ферзя. Кин описал задачи из сборника как «невероятно трудные» и «передовые для своего времени». Кин считает, что именно Леонардо, а не Пачоли, создал некоторые задачи в рукописи, включая представленную в его статье. На основе представленной Кином реконструкции позиции шахматистом Джеймсом О’Фи была реконструирована и комбинация:

«1. … Ф:e4+; 2. Ф:e4+ Kрa7; 3. Лa3+ С:a3; 4. Фe3+ Лd4+; 5. Ф:d4+ Kрb7; 6. Фd7+ Kрa8; 7 Ф:e8+ Kрb7; 8 Фb8Х».— O’Fee, James. The Da Vinci decode mystery
Также была реконструирована позиция и комбинация (мат в три хода) на другой иллюстрации сборника:

«1. Сf3+ К:f3; 2. Лfe2+ Kрd3; 3. Лc3Х (1…Kрd3 2. Лc3Х; другой вариант — 1. …Kрe3; 2. Кf5+ Л:f5; 3. Фd2Х)».— Leonardo Da Vinci’s 1500 year old Chess Puzzle

## Издания кодекса
Издания кодекса
- De Ludo Scachorum (Circulating Stacks Edition). Commentary (Italian) by D’Elia, D.; Contin, D.; Bartoli Langeli, A.; Mattesini, E.; Sanvito, A.. — Aboca Museum, 2007. — ISBN 9788895642086.
- De Ludo Scachorum (Special Stacks Edition). Commentary (Italian) by D’Elia, D.; Contin, D.; Bartoli Langeli, A.; Mattesini, E.; Sanvito, A.. — Aboca Museum, 2007. — 999 экз. — ISBN 9788895642086.

## Галерея

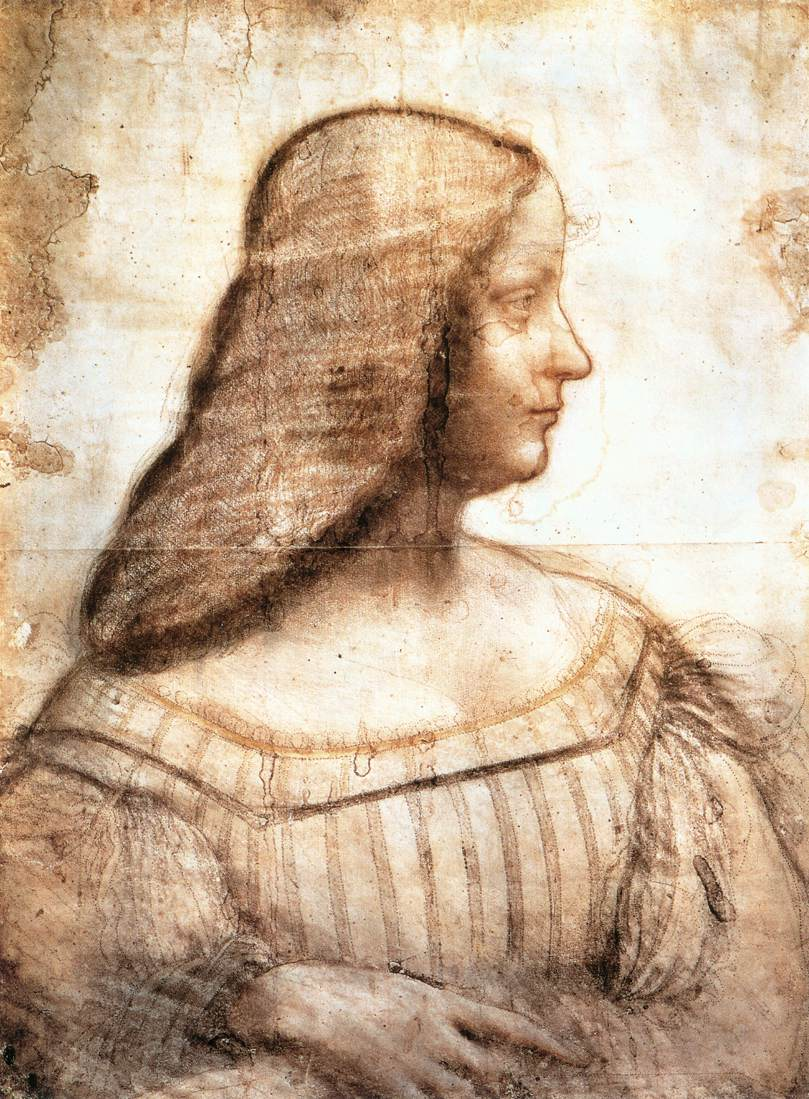
Леонардо да Винчи. Портрет Изабеллы Д’Эсте, заказчицы трактата, 1500
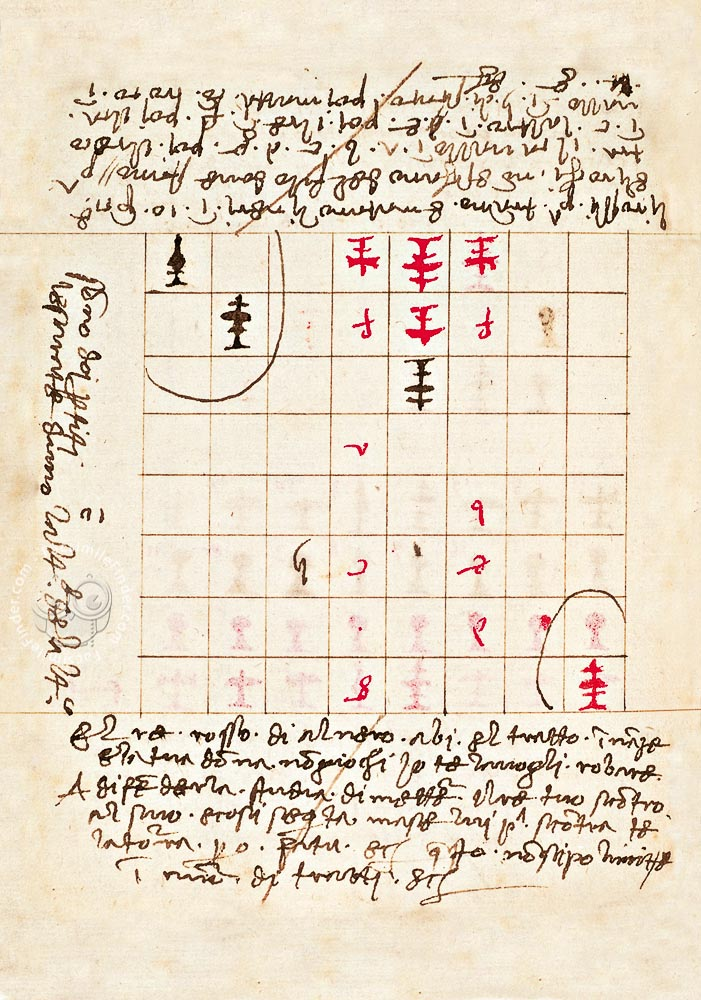
De Ludo Schacorum. Страница текста
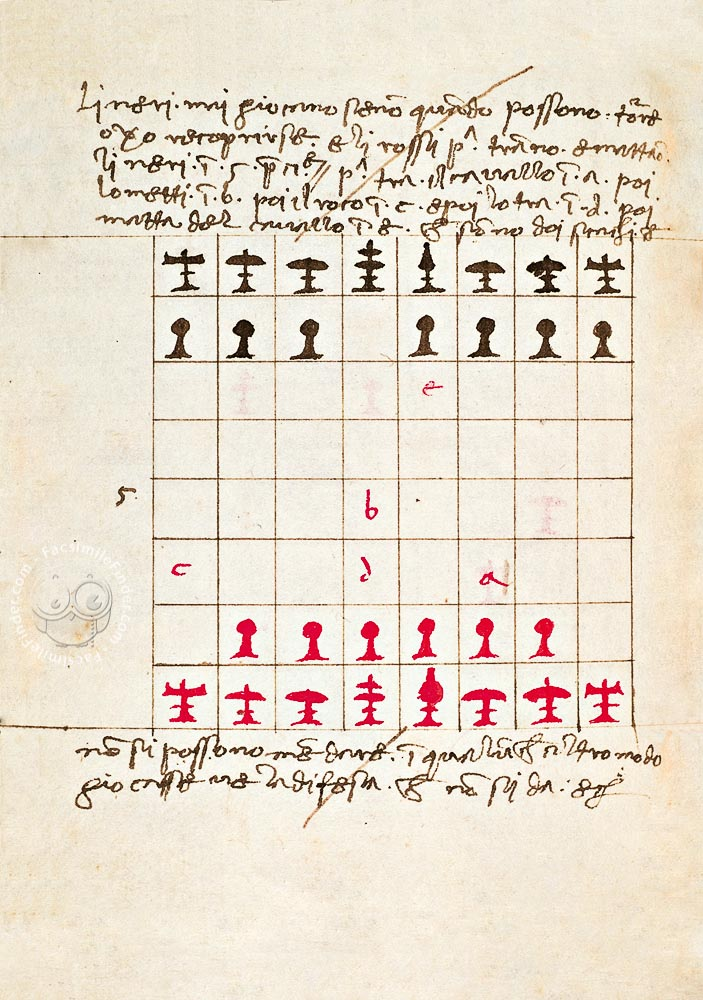
De Ludo Schacorum. Страница текста
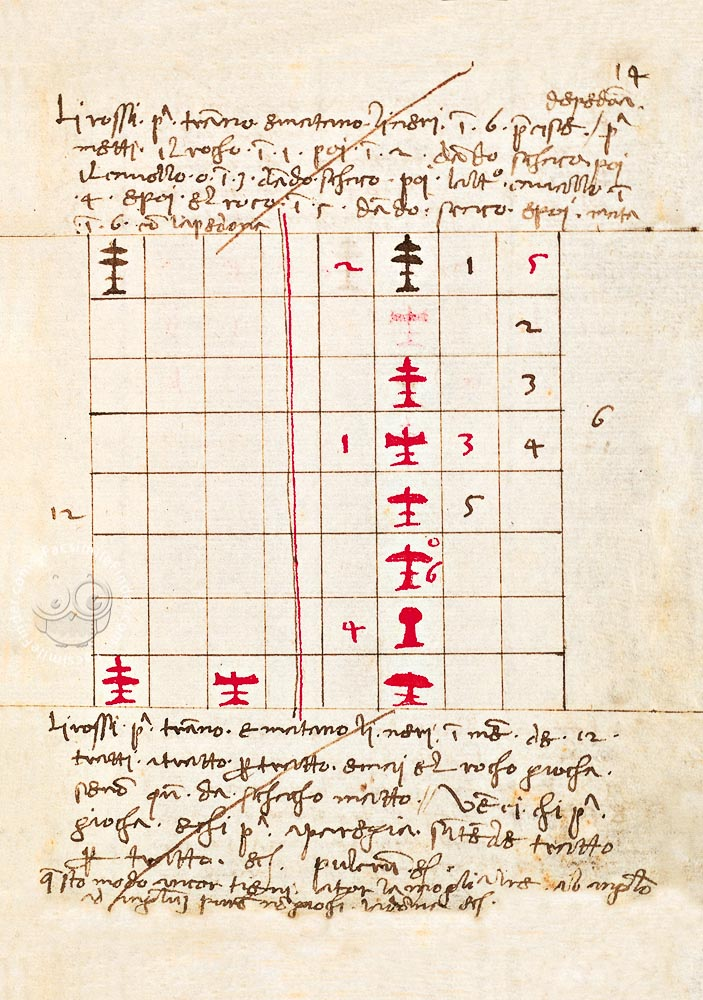
De Ludo Schacorum. Страница текста
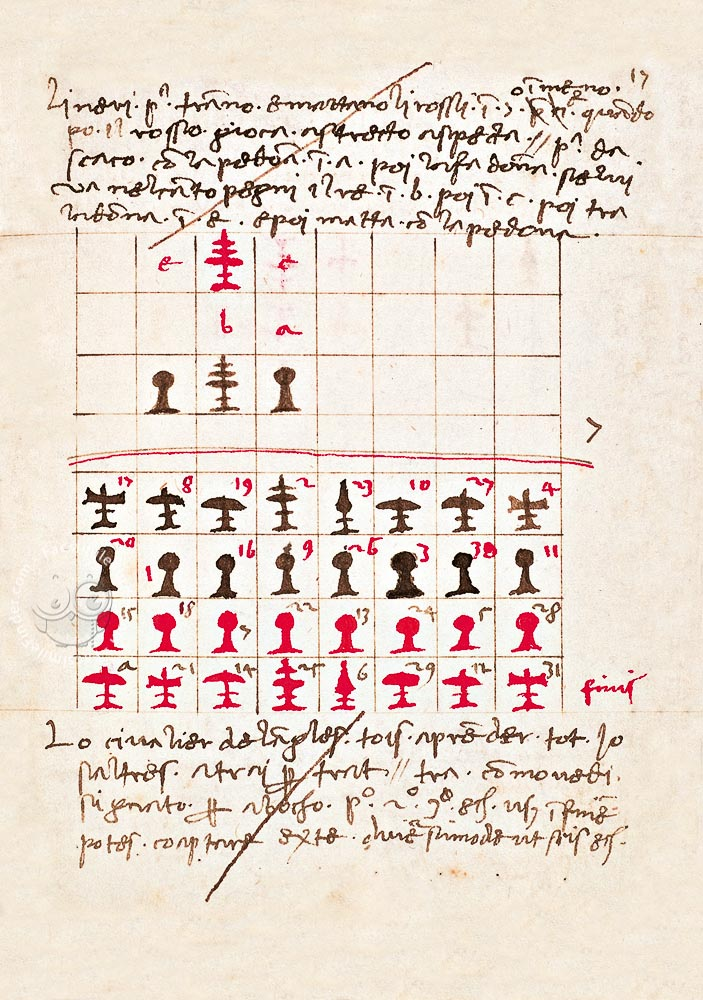
De Ludo Schacorum. Страница текста